# 下司犬

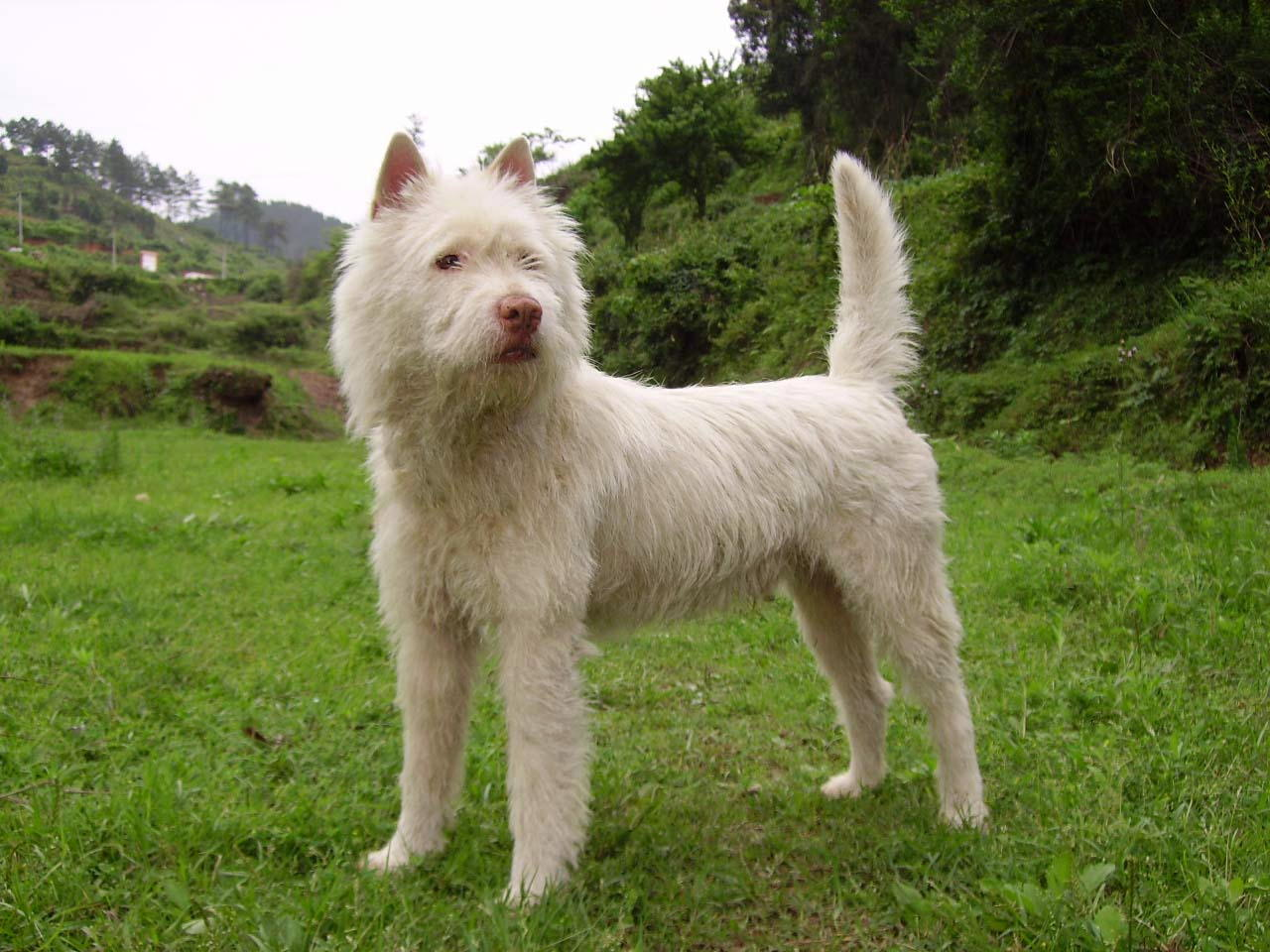

下司犬產於中國貴州省黔東南苗族侗族自治州的麻江縣下司镇地區。
由贵州省传统的原生猎犬“胡子狗”培育繁殖而来。
下司犬高度：45-55cm 重量：20-30kg，相貌兇猛，胸部寬闊，腳掌發達，毛白而短，眼皮、鼻舌皆呈紅色，短耳直立，雙目炯炯有神，嘴臉多直立硬毛，猶如長針，令人望而生畏。下司犬聰靈善跑，敦厚忠實，常被訓做獵犬、牧鴨犬和看家犬。